# Кадошкінське міське поселення
Кадо́шкінське міське поселення (рос. Кадошкинское городское поселение) — муніципальне утворення у складі Кадошкінського району Мордовії, Росія. Адміністративний центр — селище міського типу Кадошкіно.

## Історія
Станом на 2002 рік існували Високинська сільська рада (присілки Висока, Парці, селища Винокуровський, Нові Авгури) та Кадошкінська селищна рада (смт Кадошкіно, село Гористовка, селище Ховань).
2011 року було ліквідовано присілок Нові Авгури.
12 березня 2009 року до складу сільського поселення було включене ліквідоване Високинське сільське поселення (присілки Висока, Парці, селище Винокуровський).

## Населення
Населення — 4130 осіб (2019, 4744 у 2010, 5035 у 2002).

## Склад
До складу поселення входять такі населені пункти:
| Населений пункт                 | Населення, осіб (2002) | Населення, осіб (2010) |
| ------------------------------- | ---------------------- | ---------------------- |
| Винокуровський, селище          | 31                     | 10                     |
| Висока, присілок                | 100                    | 27                     |
| Гористовка, село                | 5                      | 0                      |
| Кадошкіно, селище міського типу | 4874                   | 4704                   |
| Нові Авгури, присілок           | 5                      | 0                      |
| Парці, присілок                 | 11                     | 3                      |
| Ховань, селище                  | 9                      | 0                      |